# Pasterze
Le Pasterze est le plus grand glacier d'Autriche, avec 8,4 km de longueur et une superficie de 18,5 km2. Il fait partie du massif des Hohe Tauern. Il naît à 3 453 m et descend jusqu'à 2 100 m d'altitude. La Haute route alpine du Großglockner qui passe à proximité dispose d'un point de vue au Kaiser-Franz-Josefs-Höhe.